# Fredrik Gripenstierna
Fredrik Gripenstierna (* 15. Dezember 1728 in Signildsberg, Håtuna socken, Provinz Uppsala; † 25. Februar 1804 in Stockholm), ursprünglich geschrieben Fridric Gripenstierna, war ein schwedischer Freiherr (schwedisch friherre) und Hofjägermeister (schwedisch hovjägmästare). Im Jahr 1786 ließ er für Gustav III. (1746–1792), König von Schweden, ein Chiffriergerät bauen, das als die älteste kryptographische Maschine der Welt gilt.

## Leben

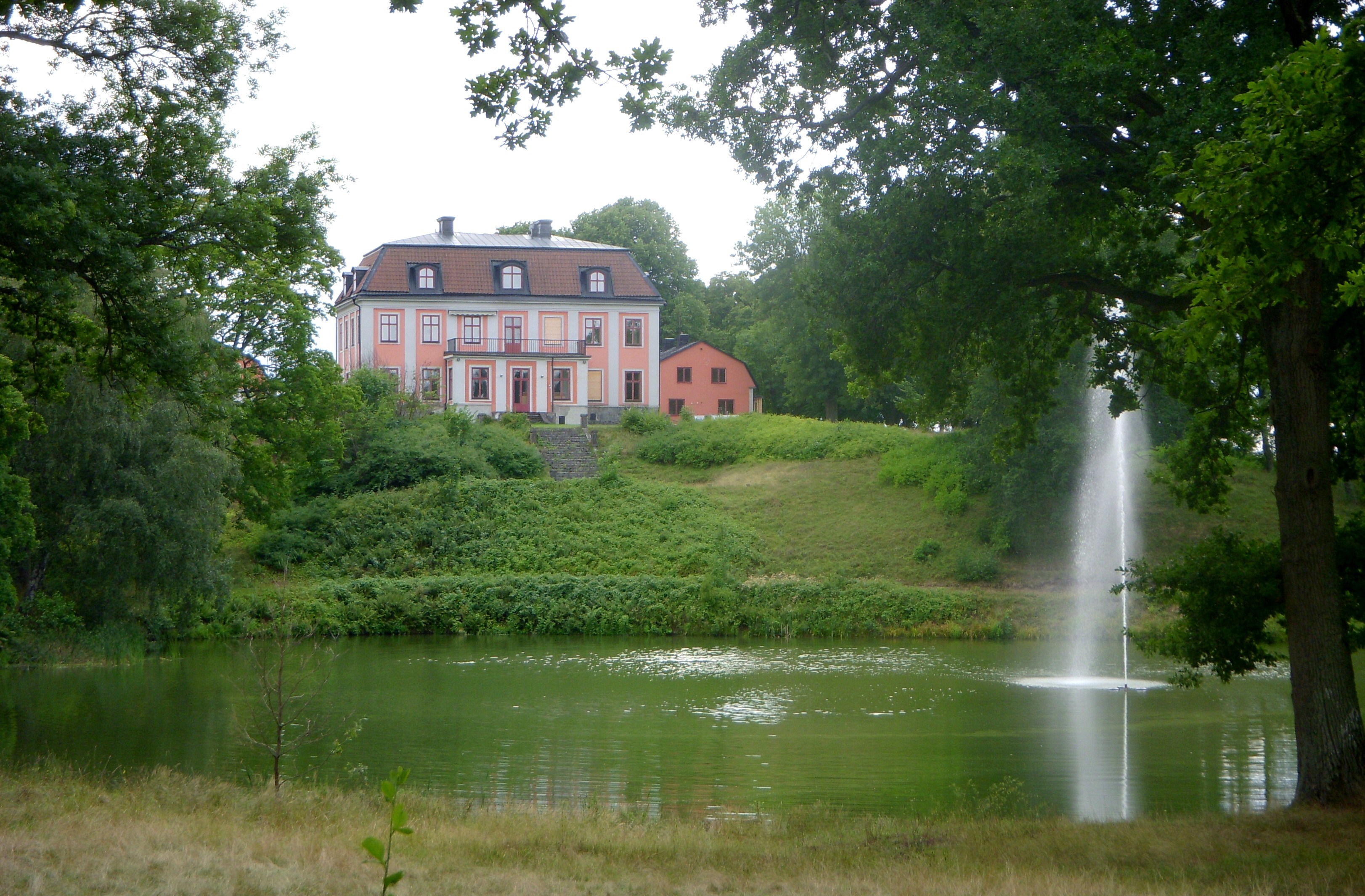
Das Herrenhaus von Kärsö gård (2008).

Sein Vater, Carl Gripenstierna (1668–1746), war Kammerherr der verwitweten Königin von Schweden, Hedwig Eleonora von Schleswig-Holstein-Gottorf (1636–1715), und Eigentümer von Gut Kersö (schwedisch Kärsö gård), einem Landgut am Mälarsee in der Gemeinde Ekerö, unweit der Hauptstadt Stockholm. Seine Mutter war Hedvig Polhem (1705–1769), Tochter von Christopher Polhem (1661–1751), einem bekannten schwedischen Wissenschaftler und Erfinder und Mitglied der Königlich Schwedischen Akademie der Wissenschaften.
In jungen Jahren verbrachte er einige Zeit an der Universität Uppsala und wurde dann Soldat. Im Jahr 1748, mit 20 Jahren, war er als Festungsoffizier auf Sveaborg, der vor Helsingfors (dem heutigen Helsinki) liegenden Festung (heute Suomenlinna). Mit 24 beendete er seine Militärkarriere und wurde drei Jahre später, 1755, zusammen mit seinem Bruder Joel zum Freiherrn erhoben und lebte fortan als Gutsherr und Hofjägermeister. Er war zuerst mit Fredrika Eleonora Ehrenstam und später mit Eva Lovisa Ekestubbe verheiratet und wurde Vater von vier Kindern, Catharina Charlotta Gripenstierna, Carl Wilhelm Gripenstierna, Mariana Carolina Gripenstierna und Mariana Carolina Gripenstierna.

## Chiffriergerät

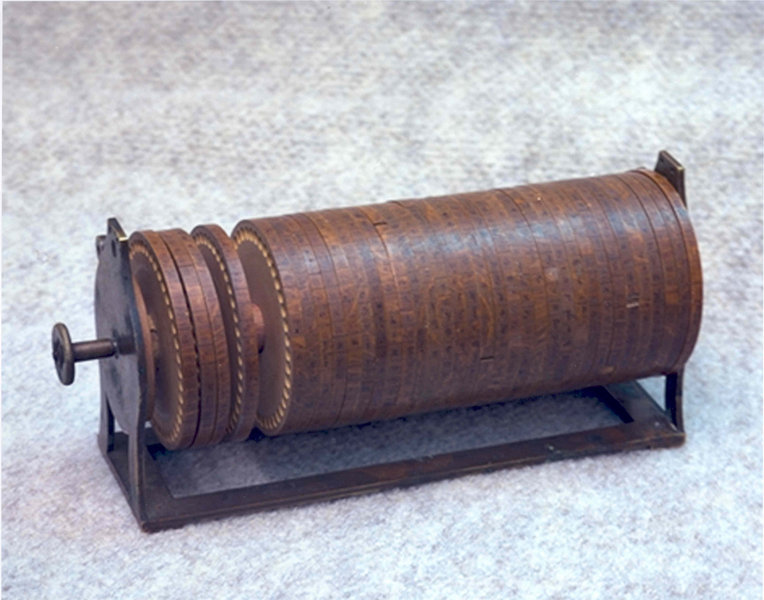
Die ähnlich aussehende Jefferson-Walze wurde nur wenig später um 1790 erfunden.

### Geschichte
Sein Name ist mit dem wohl ersten Chiffriergerät der Welt verknüpft. Zwar hat er den Chiffrierzylinder vermutlich nicht selbst erfunden, sondern vielmehr sein Großvater, Christopher Polhem, jedoch war er es, der das Gerät herstellen ließ, es publik machte und sozusagen vermarkten wollte. Dazu wandte er sich im Jahr 1786 an König Gustav III. und erhielt dessen Erlaubnis, es auf Schloss Drottningholm zu präsentieren. Die Vorführung für den König fand vermutlich am 23. September 1786 statt, jedenfalls trägt eine der erhaltenen Beschreibungen dieses Datum zusammen mit der Ortsangabe Drottningholm.

### Aufbau
Gripenstierna ließ dazu von der Firma Charles Apelquist einen Prototyp wohl nach Zeichnungen seines Großvaters herstellen. Möglicherweise hat er aber selbst Ideen beigesteuert, zumindest was die Bedienung angeht. Leider sind weder Zeichnungen der Maschine noch sie selbst erhalten geblieben, aber aus den Beschreibungen lässt sich ihr Aussehen ungefähr erschließen. Dazu gehört ein Dokument mit dem Titel Förslag till Chiffre-Machine (deutsch „Vorschlag für eine Chiffriemaschine“). Basierend darauf ließ in den 1970er Jahren Boris Hagelin (1892–1983) von der Crypto AG zwei Nachbildungen der Maschine als rekonstruierte Replikate herstellen. Ein Nachbau befindet sich im Foyer der Crypto AG im Schweizer Kanton Zug, der andere im Museum der Försvarets radioanstalt (FRA), dem schwedischen Geheimdienst (siehe Foto unter Weblinks). Etwa zur selben Zeit entstand auch eine Zeichnung, die die Arbeit mit der Maschine illustriert (siehe Zeichnung unter Weblinks).
Demnach sah die Maschine wie ein liegendes zylindrisches Rohr mit etwa 40 cm bis 50 cm Länge aus und hatte einen Durchmesser zwischen 15 cm und 30 cm. In dem Rohr befinden sich auf einer Achse drehbar nebeneinander angeordnet 57 metallische Scheiben von knapp 1 cm Dicke. Auf deren Rand sind Buchstaben, Sonderzeichen und Zahlen als Beschriftung eingraviert. Auf einer Hälfte entlang des Scheibenumfangs sind es die 28 Großbuchstaben des schwedischen Alphabets plus einige Sonderzeichen, wie Punkt (.), Komma (,) Ausrufezeichen (!), Bindestrich (–),  Raute (#) sowie ein Leerzeichen ( ):
```
A B C D E F G H I J K L M N O P Q R S T U V X Y Z Å Ä Ö . , ! - #
```

Auf der anderen Hälfte des Scheibenumfangs sind es „verwürfelte“, scheinbar zufällige ein- oder zweistellige Zahlen (0 bis 99). Es gibt eine Stelle, die keine Zahl, sondern ein Leerzeichen enthält. Beispiel:
```
58 63 74 81 57 49  1 39  9 85 95 27 17 70 96 60 21 und so weiter
```

Während jede Scheibe auf der einen Hälfte alphabetisch mit Buchstaben plus Sonderzeichen beschriftet ist, sind die Zahlen auf der anderen Hälfte für jede Scheibe unterschiedlich verwürfelt angeordnet. Jeweils ein Längsschlitz auf jeder der beiden Längsseiten des Rohrs erlaubt den Blick auf ein schmales Segment der Scheiben, gerade so, dass genau ein Zeichen pro Scheibe sichtbar ist. Das Gerät ist konzipiert für die Verschlüsselung und Entschlüsselung von Textnachrichten. Dazu wird es von zwei Personen bedient, die sich beispielsweise an einem Tisch gegenübersitzen und zwischen denen sich querliegend, auf einer Halterung montiert, der Zylinder befindet.

### Verschlüsseln
Der für den Klartext zuständige Bediener, beispielsweise ein Hofbeamter, kann durch den auf seiner Seite befindlichen Schlitz Buchstaben und Sonderzeichen sehen. Die andere Person hingegen, beispielsweise ein Bediensteter als Hilfskraft, sieht nur Zahlen. Das ist der Geheimtext. Wichtig und gewünscht ist, dass diese Person keine Kenntnis vom Klartext erlangt. Durch Drehen der einzelnen Scheiben hat der Beamte diesen auf seiner Seite eingestellt, und zwar eine bis zu 57 Zeichen lange Textpassage davon (Zeile). Den dazugehörigen Geheimtext liest die Hilfskraft auf ihrer Seite ab und notiert die Zahlenfolge. Da sich beide Personen gegenübersitzen und jede von links nach rechts arbeitet, ergibt sich zusätzlich noch der gewünschte Effekt, dass sich die Leserichtung umkehrt, die Geheimtextzeile also rückwärts abgelesen und notiert wird.
Darüber hinaus hat der Beamte die Freiheit, die Textpassage bereits vor der maximal möglichen Zeichenzahl von 57 enden zu lassen. Dazu dreht er an einer ihm passenden Stelle die entsprechende Scheibe auf das Leerzeichen. Dann erscheint auch auf der anderen Seite bei der Hilfskraft ein Leerzeichen, das sie als Zeilenende deutet.

### Entschlüsseln
Bei der Entschlüsselung eines Geheimtextes übernimmt die Hilfskraft die Aufgabe des Drehens der einzelnen Scheiben und stellt sie so ein, dass durch den Schlitz auf ihrer Seite eine Zeile des Kryptogramms zu lesen ist. Ist sie fertig, kann auf der anderen Seite der Hofbeamte den entschlüsselten Klartext direkt ablesen. Auch die Leserichtung kehrt sich dabei ein zweites Mal um und ist wieder korrekt. Ferner erhält die Hilfskraft auch beim Entschlüsseln keinerlei Kenntnis vom Klartextinhalt der Nachricht.

### Sicherheit
Die Chiffriermaschine des Freiherrn Fredrik Gripenstierna hat Ähnlichkeit mit der nur wenig später entwickelten Jefferson-Walze (um 1790) und dem Chiffrierzylinder M-94 (1921), ist jedoch nicht identisch zu beiden. Höchstwahrscheinlich kam die Maschine nie zum Einsatz und es wurden auch keine weiteren Exemplare hergestellt. Dennoch gebührt dem praktischen Gerät der Ruhm, die vermutlich erste Chiffriermaschine der Menschheit zu sein – noch dazu eine kryptographisch recht starke. Durch Austauschen der Scheiben nach Herstellung von mehr als 57 Stück ließ sich die Chiffriersicherheit weiter erhöhen. Allein durch Permutation der Reihenfolge der 57 vorhandenen Scheiben ergeben sich bereits 57! (Fakultät) unterschiedliche Anordnungen, also etwa 4·1076 mögliche Alphabete – in moderner Sprache: eine Schlüssellänge von mehr als 254 bit. Das ist selbst aus heutiger Sicht ein enorm hohes Sicherheitsniveau. Der deutsche Kryptologie-Professor Friedrich L. Bauer (1924–2015) nannte „diese Chiffrierung besser als alles zu dieser Zeit.“